# Dalton Harris
Dalton Harris (* 29. Dezember 1993 in Clarendon) ist ein jamaikanischer Sänger. 2010 gewann er Digicel Rising Star. Größere Bekanntheit erlangte er mit dem Sieg der fünfzehnten Staffel der Musik-Castingshow The X Factor in Großbritannien.

## Leben und Karriere

### 1993–2010: Anfänge undDigicel Rising Stars
Harris wurde in Clarendon geboren, zog allerdings später nach Kingston, um sich dort auf seine Musikkarriere zu konzentrieren. Er hatte wohl ein schwieriges Lebe, das er mit 22 Geschwistern teilen musste, bevor er schon mit 15 Jahren alleine lebte. In Interviews hat er außerdem schon darüber gesprochen, dass er in seiner Kindheit sowohl physisch, als auch mental misshandelt worden ist. Harris besuchte das Kingston College, wo er seinen Abschluss in sechs Fächern ablegte.
2010 nahm er an der jamaikanischen Musik-Competition Digicel Rising Stars teil und tat sich im Finale als jüngster Gewinner in der Geschichte der Show hervor. Damit gewann er eine Gewinnprämie über 1,5 Mio. jamaikanische Dollar, was etwa zehntausend Euro entspricht.

### 2010–2017: Karriere in Jamaika
Nachdem er gewonnen hatte, begann er in Jamaika Musik zu veröffentlichen.
In den folgenden Jahren reiste er herum und veröffentlichte viele Lieder, wie I’m Numb, Watch Over Me und That Wonderful Sound in 2015, All I Need, Whisper in the Wind, Unfaithful Chronicles und Dem Kinda Woman in 2016 and Perilous Time in 2017. 2018 releaste er dann das Gemeinschaftsalbum Unintentional Astronaut in Zusammenarbeit mit Mike Needler.

### 2018:The X Factor
Ebenfalls 2018 bewarb sich Harris bei der fünfzehnten Staffel von The X Factor. Im Rahmen seiner Audition sang er Sorry Seems To Be The Hardest Word von Elton John, woraufhin er von den Juroren Robbie Williams, Ayda Field, Louis Tomlinson und Simon Cowell vier „Ja“. Da er in der Kategorie Boys einzuordnen war, wurde er von Tomlinson betreut.
Durch den zunehmenden Erfolg des Sängers wurde diese Staffel X Factor auch in Jamaika über den jamaikanischen TV-Sender TVJ ausgestrahlt.
Während der Six-Chair Challenge war Harris der letzte Kandidat, der singen sollte und sang Purple Rain von Prince. Die nächsten Folgen kämpfte er sich erfolgreich durch die Show und in die Live Shows. Dort sang er im Halbfinale Feeling Good von Muse und Clown von Emeli Sandé. Harris hatte sich bereits als Publikumsfavorit etabliert. Schließlich erreichte er das Finale der Show, das am 1. Dezember 2018 stattfand, wo er Anthony Russell und Scarlett Lee gegenüber stand. Im Laufe der Finalshow trat er mit A Song For You von Leon Russell auf und sang außerdem zusammen mit Emeli Sandé ihren Titel Beneath Your Beautiful. Seine Gewinnersingle war The Power Of Love, das im Original von Frankie Goes to Hollywood stammt, im Duett mit dem früheren X Factor-Gewinner James Arthur.
| The X Factor performances and results | The X Factor performances and results           | The X Factor performances and results | The X Factor performances and results |
| Show                                  | Titelauswahl                                    | Thema                                 | Ergebnis                              |
| ------------------------------------- | ----------------------------------------------- | ------------------------------------- | ------------------------------------- |
| Auditions                             | Sorry Seems to Be the Hardest Word – Elton John | -                                     | Weitergekommen in Six-Chair Challenge |
| Six-Chair Challenge                   | Purple Rain – Prince                            | -                                     | Weitergekommen in Judges’ Houses      |
| Judges’ Houses                        | Listen                                          | -                                     | Weitergekommen in Live Shows          |
| Live Show 1                           | Life on Mars? – David Bowie                     | This is Me                            | Weitergekommen in die nächste Runde   |
| Live Show 2                           | I Have Nothing – Whitney Houston                | Guilty Pleasures                      | Weitergekommen in die nächste Runde   |
| Live Show 3                           | Creep – Radiohead                               | Fright Night                          | Weitergekommen in die nächste Runde   |
| Live Show 4                           | „California Dreamin’“ – The Mamas & the Papas   | Movie Night                           | Weitergekommen in die nächste Runde   |
| Viertelfinale                         | Listen – Beyoncé                                | Big Band                              | Weitergekommen in die nächste Runde   |
| Halbfinale                            | Feeling Good – Muse                             | Get Me to the Final (Part I)          | Weitergekommen in die nächste Runde   |
| Halbfinale                            | SOS – ABBA                                      | Mamma Mia                             | Weitergekommen in die nächste Runde   |
| Halbfinale                            | Clown – Emeli Sandé                             | Get Me to the Final (Part II)         | Weitergekommen in die nächste Runde   |
| Finale                                | A Song for You – Leon Russell                   | -                                     | Gewinner                              |
| Finale                                | Beneath Your Beautiful with Emeli Sandé         | Celebrity Duet                        | Gewinner                              |
| Finale                                | The Power of Love mit James Arthur              | Gewinnerperformance                   | Gewinner                              |

### 2019-heute: Bevorstehendes Album
Am 15. Dezember 2019 veröffentlichte Harris die Single Cry und trat damit am selben Tag auch beim Finale von The X Factor: The Band auf.

## Diskografie
Singles
- 2012: Finally
- 2014: Pauper
- 2018: The Power of Love (feat. James Arthur)
- 2019: Cry

## Auszeichnungen
| Jahr | Award                          | Kategorie                   | Nominatierte Arbeit | Ergebnis  |
| ---- | ------------------------------ | --------------------------- | ------------------- | --------- |
| 2018 | Talent Recap Fan Choice Awards | Favorite Talent Show Winner | The X Factor        | Nominiert |